# قریه جبا کحلان (روستا)
 قریه جبا کحلان  به عربی ( قریة جبا کَحلان )، روستایی است در دهستان نعمان از توابع استان حُدَیده در کشور یمن در شبه جزیره عربستان.

## جمعیت
جمعیت آن (۱۰۰ ) نفر (۱۷ خانوار) می‌باشد.